# Scherbina
Scherbina (in sloveno Škrbina, in passato anche Škerbina o Skerbina) è un paese della Slovenia, frazione del comune di Comeno.
È capoluogo di una comunità locale che comprende anche i vicini insediamenti di Rubije e Šibelji, una delle 20 in cui si suddivide il comune.

## Geografia fisica
La località è situata sul Carso a 341,1 metri s.l.m. e a 6,8 chilometri dal confine italiano.

I monti principali sono il Mali Ovčnjak, 574 m; e il Šumka, 533 m.

## Storia
Il paese venne citato per la prima volta nel 1200 come Serbin in documenti d'epoca dei Conti di Gorizia.

Sotto il dominio asburgico Scherbina (Škrbina, Škerbina o Skerbina) fu comune autonomo, dapprima catastale e successivamente anche amministrativo. La sua circoscrizione territoriale rimase sempre la stessa e includeva, oltre al capoluogo, anche i villaggi di Rubbia/Rubia (Rubija), Sibellia (Šibelji, Šibelja o Sibelja) e Mihali (Mihalij o Mihalj). Il comune era inquadrato nella Contea di Gorizia e Gradisca e a livello regionale dapprima nel Regno d'Illiria e poi dal 1849 nel Litorale austriaco.
Durante la prima guerra mondiale era parte delle retrovie della linea difensiva austriaca del fronte dell’Isonzo. Seppur non direttamente coinvolto nelle battaglie, il paese venne prima sfollato e poi occupato dalle truppe austro-ungariche le quali ne riconvertirono le case in ospedali, officine e magazzini ai quali si aggiunsero lo scavo di rifugi, acquedotti e ferrovie.
Dal 1920 al 1947 fece parte del Regno d'Italia, venendo inquadrato nel 1923 nella provincia del Friuli e dal 1927 nella ricostituita provincia di Gorizia. Inizialmente rimase comune autonomo, mantenendo la stessa circoscrizione territoriale precedente, comprendendo la frazione di Rubbia/Rubbia di Comeno (Rubije), fino al 1928 quando fu soppresso e aggregato a Comeno. Nel 1947, in seguito alla seconda guerra mondiale e ai Trattati di Parigi, passò alla Jugoslavia e quindi alla Slovenia.

## Monumenti e luoghi d'interesse
Nella parte nord del paese si trova la chiesa di Sant'Antonio da Padova (Sv. Antona Padovanskega), con un campanile di stile aquileiese.